# Passage Lepic
Le passage Lepic est une voie du 18e arrondissement de Paris, en France.

## Situation et accès
Le passage Lepic est situé dans le 18e arrondissement de Paris. Il débute au 16, rue Lepic et se termine au 10, rue Robert-Planquette.

## Origine du nom
Elle porte le nom du général Louis Lepic, en raison de sa proximité avec la rue éponyme.

## Historique
Ce passage porte son nom actuel depuis 1867.